# Clang
Clang è un compilatore per i linguaggi C, C++, Objective C ed Objective C++. Front-end di LLVM, è stato sviluppato dalla Apple al fine di rimpiazzare GNU Compiler Collection (GCC), in particolare per la bassa priorità che rivestiva l'Objective C agli occhi degli sviluppatori di GCC, oltre a problemi legati alla GNU General Public License.
Clang è disponibile sotto una licenza open source ed è software libero. Supporta OpenCL e CUDA.